# Arsène Lupin kontra Herlock Sholmès
Arsène Lupin kontra Herlock Sholmès (fr. Arsène Lupin contre Herlock Sholmès) – zbiór dwóch opowiadań Maurice’a Leblanca opisujących przygody Arsène’a Lupina, w nawiązaniu do postaci Sherlocka Holmesa, bohatera kryminałów Conan Doyle’a.
Obie historie pierwotnie ukazały się w magazynie „Je sais tout” w listopadzie 1906 roku. Pierwsza historia pt. Jasnowłosa Dama ukazała się w okresie od listopada 1906 do kwietnia 1907, natomiast druga pt. Żydowska lampa pojawiła się we wrześniu i październiku 1907 roku. Zbiór tych opowiadań został opublikowany wraz ze zmianami w lutym 1908 oraz w 1914 roku.
Serie wydawnicze
- Klasyka Kryminału (Biblioteka Bluszcza)
- Niezapomniane Opowieści
- Klasyka francuskiego kryminału (Wydawnictwo CM)

Cykle

- Arsène Lupin (tom: 2)

Inne wersje książki
- Arsen Lupin w walce z Sherlockiem Holmesem
- Arsène Lupin contra Sherlock Holmes

## Opowiadania
Zbiór w oryginale zawiera następujące historie:
- Jasnowłosa Dama (fr. La Dame blonde; listopad 1906 – kwiecień 1907) – 6 rozdziałów:
  - Chapitre 1 – Le numéro 514 – série 23
  - Chapitre 2 – Le diamant bleu
  - Chapitre 3 – Herlock Sholmès ouvre les hostilités
  - Chapitre 4 – Quelques lueurs dans les ténèbre
  - Chapitre 5 – Un enlèvement
  - Chapitre 6 – La seconde arrestation d’Arsène Lupin

- Żydowska lampa (fr. La Lampe juive; wrzesień i październik 1907) – 2 rozdziały:
  - Chapitre 1
  - Chapitre 2

## Rozdziały wydania polskiego z 2009
Książka w tym wydaniu składa się z następujących rozdziałów:
1. Część pierwsza – Jasnowłosa Dama

1. Numer 514 Serii 23
2. Błękitny diament
3. Herlock Sholmes wkracza do akcji
4. Światełko w ciemności
5. Porwanie
6. Drugie aresztowanie Arsène’a Lupin

1. Część druga – Lampka żydowska